# Bright Ophidia
Bright Ophidia – polski zespół muzyczny wykonujący metal progresywny. Powstał w 1998 roku w Białymstoku.

## Historia
Zespół Bright Ophidia powstał w 1998 roku w Białymstoku z inicjatywy perkusisty Cezarego Mielko, gitarzysty Mariusza Maciejczuka oraz wokalisty Adama Bogusłowicza. Kilka miesięcy później do wyżej wymienionych dołączył basista Piotr Romaniuk. W grudniu 1998 w Salman Studio zespół zarejestrował demo pt. Bright Ophidia, które zwróciło uwagę lokalnych mediów muzycznych. Pierwsze kompozycje stanowiły wypadkową ówczesnych fascynacji muzyków, a konkretnie zainspirowane były dokonaniami takich wykonawców jak Metallica, Danzig czy Black Sabbath. Materiał został pozytywnie przyjęty, dzięki czemu grupa postanowiła nagrać kolejny, profesjonalnie już brzmiący materiał.
W styczniu 2000 roku w Hertz Studio muzycy nagrali kolejne promocyjne demo pt. Spell Your God.... Nowa produkcja muzycznie zwróciła się w kierunku cięższych torów, a szczególnie kanonów thrash metalu. Kompozycja "Life in Fear" stała się utworem przełomowym, który w konsekwencji przesądził o rozwoju grupy. Zarówno miksowaniem utworów jak i całą produkcją Bright Ophidia pokierowała samodzielnie. Dobre recenzje nadchodzące z metalowego podziemia motywowały zespół do dalszego rozwoju. Sukcesem było włączenie kompozycji "Never" do kompilacji czasopisma Trash'em All. W październiku skład zespołu został poszerzony o drugiego gitarzystę - Przemka Figla. W nowym składzie powstało kolejne demo pt. Fist. Grupa otrzymała wiele pochlebnych recenzji w zinach, a także ze strony krytyków metalowych magazynów (Mystic Art, Metal Hammer, Morbid Noizz, Thrash'em All). Trzeci materiał demo zapoczątkował stopniową przemianę stylu prezentowanego przez Bright Ophidia. Zespół rozpoczął penetrować rejony nowoczesnego metalu.
W lutym 2001 roku zespół opuścił gitarzysta Mariusz Maciejczuk, a nieco później także basista Piotr Romaniuk. W maju 2002 roku skład zespołu uzupełnił basista Mariusz Rusiłowicz, udzielający się równolegle w Dominium. Następnie Bright Ophidia decyduje się na samodzielne nagranie debiutanckiego albumu pod nazwą Coma. Nagrań dokonano w olsztyńskim Selani Studio, a realizacją zajął się Szymon Czech. Płyta stanowiła podsumowanie dotychczasowej podziemnej działalności zespołu, zawiera bowiem zarówno pięć numerów znanych z poprzednich płyt demo (w zmienionych aranżacjach), jak i zupełnie premierowe kompozycje, takie jak: "Holocaust", "War Is a Blind Falcon", "Ordinary People", "My Dance Said Nothing" oraz "You'll Never Need to Lie". We wrześniu zespołem zainteresowała się wytwórnia Metal Mind Productions, z którą grupa podpisała kontrakt na cztery długogrające albumy. 20 stycznia 2003 roku odbyła się premiera debiutanckiego albumu pt. Coma[2]. Płyta spotkała się ze znakomitym przyjęciem ze strony krytyki krajowej i zagranicznej, także metalowych portali internetowych oraz fanów. Kompozycja What have you done to me? znalazła się na liście norweskiej metalowej stacji radiowej, zajmując drugie miejsce tuż za uznanym Acheron.
W lutym 2003 roku do grupy dołączył klawiszowiec Michał Franczak. W pięcioosobowym składzie Bright Ophidia zajęła się promocją koncertową debiutanckiego albumu oraz pracami nad nowym materiałem. W grudniu w podsumowaniu wydarzeń płytowych w roku 2003 Polskiego Radia Białystok w audycji Metal Hammer Show debiutancka płyta zespołu zajęła szóste miejsce pośród grup z wielopłytowym dorobkiem. W styczniu 2004 roku ukazał się album Red Riot. Wydawnictwo było promowane podczas koncertów w Polsce. Formacja wystąpiła także na festiwalu Metalmania w katowickim Spodku. W latach 2005–2007 zespół dał szereg koncertów m.in. w Królewcu z okazji 750 lecia miasta na Bike Show, dając koncert dla wielotysięcznej publiczności. Zespół zajął trzecie miejsce na festiwalu Rockowe Ogródki w Płocku, zagrał też na Hunter Fest i wielu innych imprezach w kraju.
Brak odpowiedniej promocji ze strony wytwórni zmusił zespół do rozwiązania kontraktu, dodatkowym hamulcem było opuszczenie składu przez basistę Mariusza Rusiłowicza. W związku z tym Bright Ophidia wyhamowała z działalnością koncertową, skupiając się na komponowaniu i produkcji kolejnego materiału. W międzyczasie zespół współpracował sesyjnie z dwoma basistami: Jarkiem Jefimiukiem (Via Mistica) i Markiem Szerszyńskim (Kasa Chorych).
6 czerwca 2009 roku ukazała się (nakładem niezależnej Revolution Records) trzecia płyta zespołu pt. „Set Your Madness Free”, najbardziej progmetalowa, odsłaniająca kolejne oblicze muzyków i ich poszukiwań. Jeden z utworów Girl Inside znalazł się na składance Verda Disco w wersji esperanto, promującej działalność białostockich zespołów. Muzycy zagrali też koncert live na antenie Radia Białystok. Po tym wydawnictwie, wobec braku stałego składu, zespół znacznie ograniczył swoją aktywność, a jego członkowie zajęli się innymi projektami m.in.: klawiszowiec Michał Franczak postanowił skupić się na swoim elektro-synthpopowym Red Emprez (współtworzonym z wokalistą Adamem Bogusłowiczem), Czarek Mielko dołączył do rockowej grupy Cochise.
Do powrotu do współpracy nakłoniła muzyków propozycja zagrania supportu przed amerykańską supergrupą Adrenaline Mob (m.in. Mike Portnoy), koncert odbył się w czerwcu 2012 w Krakowie. Owacyjne przyjęcie nakłoniło grupę do zintensyfikowania działalności. W 2013 roku muzycy zorganizowali kolejną edycję festiwalu ProgDay na której oprócz gospodarza - Bright Ophidia wystąpili także: Materia, Change Of Loyalty oraz Idee Fixe. Zespół zagrał jeszcze kilka koncertów już w zmienionym składzie. Wrócił pierwszy basista Mariusz Rusiłowicz, a miejsce klawiszy zajęła druga gitara – początkowo w osobie Igora Samojlika (Rima, Idee Fixe), aż w końcu na stałe funkcję tę objął Marek Walczuk, dając sporo nowej energii zespołowi. Roszady personalne sprawiły, że grupa na dobre zaczęła pracę nad nowymi utworami dopiero na początku 2014 roku.
W tym składzie w marcu 2015 roku zespół nagrał w LaGrunge Studio cztery utwory, które trafiły na EPkę o nazwie "Against The Light". Do jednego z utworów My Lust My Fear zarejestrowano oficjalny klip live ze studia, który udostępniono także na kanale Youtube.
Rok 2016 zespół rozpoczyna serią koncertów w kraju oraz za granicą m.in. w Wielkiej Brytanii a od stycznia 2017 roku wchodzi do LaGrunge Studio, gdzie rejestruje materiał na czwartą oficjalną płytę zespołu pod tytułem „Fighting The Gravity”. Bright Ophidia organizuje kolejną edycję festiwalu ProgDay podczas której pojawiają się goście: Chainsaw z Bydgoszczy oraz Materia ze Szczecinka. W kwietniu 2017 ukazała się międzynarodowa składanka „The Metal Music GlobAlliance Vol2”, na którą trafił kawałek "My Lust My Fear". Bright Ophidia to jedyny polski akcent na tej składance, na której znalazło się 18 zespołów z 13 państw. W grudniu 2017 roku zespół nagrał oficjalny klip do numeru "My Heart Tells Me - No", który został doceniony na kanale Best European Metal Bands #64
Rok 2017 głównie promowanie nowego materiału w ramach trasy koncertowej pod nazwą "The Gravity Tour". Zespół zdobywa uznanie występami na festiwalach m.in.: Szelment Festiwal, Inwazja Ognia i Muzyki na zamku w Nidzicy, Rock August Fest w Grodnie (Białoruś) czy Rock Blues Fest w Siemiatyczach w towarzystwie LUXtorpeda*. Oprócz festiwali wskoczyło wiele koncertów klubowych w całej Polsce, ale dopiero rok 2018 okazał się być przełomowy. Bright Ophidia zagrała minitrasę z zespołem Proletaryat, koncertowała u boku zespołu KAT & Roman Kostrzewski. Muzycy dostali zaproszenia na festiwale m.in. Metalowe Zakończenie Roku w Bydgoszczy u boku Hate, Chainsaw, Cochise i Evilence, Prog The Night w Łodzi z Tension Zero i Believe, Krzywizna Fest w Gostyniu z Turbo, Zenek, Hope, Last Tango, Wielki Ogień w Ostrowcu Świętokrzyskim czy Metal Fest Vol 1 w Malborku z Decapitated, Hellvoid, Deadpoint i Psychotype.
Rok 2019 Bright Ophidia rozpoczęła od koncertu w Brukseli wspólnie z Tomaszem Organkiem podczas 27 edycji WOŚP. Zespół wystąpił na festiwalach m.in. XXI Piknik Europejski – ParkTower, Płock wspólnie z C.E.T.I., Fear Inside Of Me, GAD, nfz, Gardłoryki Festiwal, Rock Blues w Siemiatyczach z zespołem Proletaryat, Szelment Festiwal z zespołem IRA. Prawdziwą petardą był występ na jednym z największych festiwali muzyki progresywnej w Europie - PROG IN PARK III u boku Dream Theater, Opeth, Richie Kotzen, Haken, Tesseract, Soen oraz Fish. W październiku 2019 roku przy współpracy z MMPstudio powstał oficjalny teledysk do nowego singla "In Your Eyes", który również trafił na kanał Best European Metal Bands #141
11 stycznia 2020 roku Bright Ophidia była headlinerem bydgoskiego festiwalu Metalowy Początek Roku, na którym także zagrali Deathinition, Brüdny Skürwiel, Fanthrash i Kontagion. Dzień później w Białymstoku w ramach WOŚPu grupa dała dwa koncerty: na Rynku Kościuszki w Białymstoku dla kilku tysięcznej widowni oraz w Wysokiem Mazowieckiem (koncert klubowy). 16 lutego 2020 roku odbył się finał "Niebieskiego Mikrofonu" - plebiscytu Polskiego Radia Białystok, gdzie zespół Bright Ophidia został wyróżniony za całokształt twórczości, zdobywając przy tym nagrodę specjalną (rzeczową i finansową). Zespół zagrał kilka koncertów m.in. w towarzystwie zespołów Hunter (Białystok), Virgin Snatch (Warszawa), jak również wziął udział w cyklicznej imprezie pod hasłem „Muzyka bez zastrzeżeń” organizowanej przez Muzeum Kultury Białoruskiej w Hajnówce (koncert on-line). Reszta zaplanowanych koncertów z powodu COVID-19 została przeniesiona na inny termin lub odwołana. 14 listopada 2020 roku miała miejsce oficjalna premiera clipu do utworu „Survive” (produkcja video MMP studio Michał & Monika Pęza przy udziale aktorów tj. Magdaleny Kiszko Dojlidko oraz Michała Jarmoszuka, produkcja muzyczna Krzysztof "Murek" Murawski – LaGrunge Studio). Mimo trudnych czasów zespół aktywnie komponuje i ogrywa materiał na piąty album oraz planuje jak najszybciej wrócić do koncertów.
- Album zespołu „Fighting The Gravity”, według magazynu Teraz Rock znalazł się wśród najwyżej ocenionych płyt w pierwszym kwartale 2018 r. Poniżej kilka słów z recenzji najnowszej płyty Bright Ophidia:

„Najdojrzalszy i zarazem najlepszy album zespołu”. ~Teraz Rock
„Bright Ophidia wrócili w świetnym stylu i udowodnili, że są czołową progresywno metalową ekipą w Polsce. Przy okazji należą do reprezentantów tej nieco cięższej szkoły prog-metalowego rzemiosła z silnie zaznaczonymi wpływami thrashu, djentu i nowoczesnego metalu alternatywnego. Godna rzecz”. www.magazyngitarzysta.pl
„Nie zmienia to faktu, że Fighting the Gravity to płyta bardzo solidna, świetnie przemyślana, obłędnie zagrana i perfekcyjnie wyprodukowana. To jeden z tych krążków, których warto raz na jakiś czas posłuchać, by zobaczyć, że do muzyki da się podejść inaczej. I tylko to poczucie niesprawiedliwości… Ale cóż – spoglądam właśnie na zdjęcie zespołu zrobione na deskach stołecznej Stodoły, podziwiam plakat koncertów zagranych wespół z Proletaryatem… Pozostaje mocno trzymać kciuki i wierzyć, że tak dobra muzyka będzie w stanie obronić się sama”. www.muzycznehoryzonty.pl
„Niejeden klasowy, zachodni zespół mógłby pozazdrościć białostockiej Bright Ophidii, tak perfekcyjnej produkcji”. Rock Area

## Dyskografia
- Bright Ophidia (1998, Demo)
- Spell Your God (2000, Demo)
- Fist (2001, Demo)
- Coma (2003, Metal Mind Records)
- Red Riot (2004, Metal Mind Records)
- Set Your Madness Free (2009, Revolution Records)
- Against The Light (EP, 2015)
- Fighting The Gravity (2017) – premiera jesień 2017
- In Your Eyes (singel 2019)
- Survive (singel 2020)

## Nagrody i wyróżnienia
| Rok  | Kategoria                               | Nagroda                          | Nota       |
| ---- | --------------------------------------- | -------------------------------- | ---------- |
| 2010 | Najlepszy album (Set Your Madness Free) | Podsumowanie Musicarena.pl, 2009 | 7. miejsce |